# Опиникон
Опиникон (англ. Opinicon Lake) — озеро в графствах Фронтенак, Лидс и Гренвилл в Восточном Онтарио, Канада, образованное при строительстве канала Ридо полковником Баем. Является частью бассейна Великих озёр.

## Гидрология
- Основным притоком озера является канал Ридо, приносящий воду от Индийского озера через шлюз в замке Чаффи[5], дающий свое название расположенному там туристическому и коттеджному посёлку.
- Вторичные притоки: Лафборо-Лейк-Крик, на востоке, протекающий через Харт, и Рок-Лейк-Крик, на юго-востоке, текущий из Нижнего Рок-Лейка.
- Основной сток, на северо-востоке, осуществляется через шлюз в замке Дэвис в Песчаное озеро[4]. Позже канал сливается с рекой Катаракви и стекает в озеро Онтарио.

## Отдых и развлечения
Это озеро является популярным местом для рыбалки и дачных домиков. Присутствует исторический отель «Опиникон» для приезжих.

## История
- В 1945 году на берегу озера была построена Биологическая станция Королевского университета, которая и по сей день занимается изучением экологии и эволюции.
- В мае 2010 года, остров Шугарбуш был объявлен заповедной зоной.